# Increase Sumner
Increase Sumner, född 27 november 1746 i Roxbury (numera stadsdel i Boston), Massachusetts Bay-provinsen, död 7 juni 1799 i Boston, Massachusetts, var en amerikansk jurist och federalistisk politiker. Han var Massachusetts guvernör från 1797 fram till sin död.
Sumner utexaminerades 1767 från Harvard University, studerade sedan juridik och inledde 1770 sin karriär som advokat i Roxbury. Han var ledamot av Massachusetts representanthus 1776–1780 och ledamot av Massachusetts senat 1780–1782. Mellan 1782 och 1797 tjänstgjorde han som domare i Massachusetts högsta domstol.
Sumner efterträdde 1797 Samuel Adams som guvernör och avled två år senare i ämbetet. Som guvernör profilerade sig Sumner på försvarspolitikens område och Massachusetts beredskap att slå tillbaka angrepp ökades. Efter Sumners död blev viceguvernör Moses Gill tillförordnad guvernör. Då Gill dog år 1800 innan Sumners efterträdare Caleb Strong hann tillträda guvernörsämbetet, fick Massachusetts Governor's Council som kollektiv inneha Massachusetts högsta ämbete i tio dagar.